# Bagaha
Bagaha là một thành phố và khu đô thị của quận Pashchim Champaran thuộc bang Bihar, Ấn Độ.

## Địa lý
Bagaha có vị trí 24°32′B 85°02′Đ / 24,53°B 85,03°Đ Nó có độ cao trung bình là 135 mét (442 foot).

## Nhân khẩu
Theo điều tra dân số năm 2001 của Ấn Độ, Bagaha có dân số 91.383 người. Phái nam chiếm 53% tổng số dân và phái nữ chiếm 47%. Bagaha có tỷ lệ 38% biết đọc biết viết, thấp hơn tỷ lệ trung bình toàn quốc là 59,5%: tỷ lệ cho phái nam là 47%, và tỷ lệ cho phái nữ là 28%. Tại Bagaha, 19% dân số nhỏ hơn 6 tuổi.